# LA Bowl
El LA Bowl, llamado Jimmy Kimmel LA Bowl presented by Stifel por razones de patrocinio, es un bowl de fútbol americano universitario que tuvo su primera edición el 18 de diciembre de 2021 en el SoFi Stadium de Inglewood, California.

## Historia
El bowl fue anunciado en julio de 2019 y enfrenta a equipos del Mountain West Conference contra el Pac-12 Conference en un acuerdo por cinco años. Específicamente participan el campeón de la Mountain West (o el mejor equipo clasificado disponible si el campeón es elegido para el New Year's Six) ante uno de los primeros cinco lugares del Pac-12. Anteriormente el campeón de la Mountain West clasificaba directamente a Las Vegas Bowl. El juego es propieada y dirigido por los dueños del SoFi Stadium, StadCo LA, LLC.
Tres semanas antes del debut del bowl de 2020, se anunció su cancelación por la pandemia de Covid-19.
En junio de 2021 el nombre pasó a ser Jimmy Kimmel LA Bowl por los derechos del nombre adquiridos en un acuerdo con el comediante y presentador de televisión Jimmy Kimmel. Anuniciado en su programa Jimmy Kimmel Live!, Kimmel dijo que "nunca antes un bowl tenía el nombre de una persona (al menos eso creo, no lo sé)." Es el primer bowl que tiene el nombre de una persona viva; ya que han existido otros pero con nombres de personas muertas:
- El Will Rogers Bowl que se jugó en Oklahoma City en 1947 en memoria del actor Will Rogers, quien murió en 1935
- El Grantland Rice Bowl fue de la College Division de la NCAA (1964–1972) y Division II (1973–1977), en homenaje al escritor deportivo Grantland Rice, que murió en 1954
- El Knute Rockne Bowl que también se jugó en College Division (1969–1972) y Division II (1976–1977), nombrado por el entrenador Knute Rockne, quien murió en 1931
- El NCAA Division III Football Championship, también fue conocido como Amos Alonzo Stagg Bowl, que se jugó en la NCAA Division III desde 1973, nombrado por el pionero del fútbol americano y multicampeón como entrenador Amos Alonzo Stagg, fallecido en 1965.

El banco de inversiones Stifel más tarde se presentó como patrocinador.

## Resultados
| Año  | Campeón           | Campeón | Finalista             | Finalista | Asistencia |
| ---- | ----------------- | ------- | --------------------- | --------- | ---------- |
| 2021 | Estatal de Utah   | 24      | Estatal de Oregon     | 13        | 29 896     |
| 2022 | Estatal de Fresno | 29      | Estatal de Washington | 6         | 32 405     |
| 2023 | UCLA              | 35      | Estatal de Boise      | 22        | 32 780     |

## Participaciones

### Por Equipo
Equipos con una sola aparición
- Ganaron (1): Utah State
- Perdieron (1): Oregon State

### Por Conferencia
| Conferencia   | Record | Record | Record | Record  | Apariciones | Apariciones |
| Conferencia   | J      | G      | P      | Ganaron | Perdieron   |             |
| ------------- | ------ | ------ | ------ | ------- | ----------- | ----------- |
| Mountain West | 1      | 1      | 0      | 2021    |             |             |
| Pac-12        | 1      | 0      | 1      |         | 2021        |             |

## Jugador Más Valioso
| Año  | MVP Ofensivo    | MVP Ofensivo | MVP Ofensivo | MVP Defensivo | MVP Defensivo | MVP Defensivo | Ref.  |
| Año  | Nombre          | Equipo       | Pos.         | Nombre        | Equipo        | Pos.          | Ref.  |
| ---- | --------------- | ------------ | ------------ | ------------- | ------------- | ------------- | ----- |
| 2021 | Deven Thompkins | Utah State   | WR           | Nick Heninger | Utah State    | DE            | [ 7 ] |